# بوتسوانا في الألعاب الأولمبية الصيفية 2016
نافست بوتسوانا في دورة الألعاب الأولمبية الصيفية 2016 في ريو دي جانيرو، البرازيل، من 05-21 أغسطس 2016. وكان هذا الظهور العاشر للبلاد في دورة الألعاب الاولمبية.